# Crossodactylus gaudichaudii
Espèce
Synonymes
- Limnocharis fuscus Bell, 1843
- Elosia vomerina Girard, 1853
- Phyllobates fuscigula Fitzinger, 1861 "1860"
- Phyllobates brasiliensis De Witte, 1930

Statut de conservation UICN

 LC  : Préoccupation mineure
Crossodactylus gaudichaudii est une espèce d'amphibiens de la famille des Hylodidae.

## Répartition
Cette espèce est endémique du Sud-Est du Brésil.

## Étymologie
Son nom d'espèce, gaudichaudii, lui a été donné en référence à Charles Gaudichaud-Beaupré, botaniste français, à qui revient la découverte de cette espèce.

## Publications originales
- Bell,  1843 : Reptiles, in Darwin, The Zoology of the Voyage of the H.M.S. Beagle, Under the Command of Captain Fitzroy, R.N., During the Years 1832 to 1836. vol. 5, p. 1-51 (texte intégral).
- de Witte, 1930 : Liste des reptiles et batraciens récoltés au Brésil par La Mission Massart (1922-23) et description de sept nouvelles espèces. Une mission biologique belge au Brésil (Août 1922-Mai 1923), vol. 2, p. 213-230.
- Duméril & Bibron, 1841 : Erpétologie générale ou Histoire naturelle complète des reptiles, vol. 8, p. 1-792 (texte intégral).
- Fitzinger, 1861 "1860" : Die Ausbeute der österreichischen Naturforscher an Säugethieren und Reptilien während der Weltumsegelung Sr. Majestät Fregatte Novara. Sitzungsberichte der Kaiserlichen Akademie der Wissenschaften, Mathematisch-Naturwissenschaftliche Classe, vol. 42, p. 383-416 (texte intégral).
- Girard, 1853 : Descriptions of new species of reptiles, collected by the U.S. Exploring Expedition, under the command of Capt. Charles Wilkes, U.S.N. Second partincluding the species of batrachians, exotic to North America. Proceedings of the Academy of Natural Sciences of Philadelphia, vol. 6, p. 420-424 (texte intégral).